# Грабарь, Владимир Эммануилович
Влади́мир Эммануи́лович Граба́рь (Храбров) (22 января 1865, Вена — 26 ноября 1956, Москва) — русский и советский юрист. Брат художника Игоря Грабаря, муж филолога и переводчицы Марии Грабарь-Пассек.

## Происхождение
Родился 22 января 1865 года в Вене, в доме по адресу Währinger Hauptstrasse, 214. Это было время, когда зарождались и крепли восточноевропейские национальные движения.

#### Дед
Дед Владимира Грабаря по материнской линии — Адольф Добрянский — являлся известным деятелем движения карпато-русинов, стремившегося инкорпорироваться в единую русскую цивилизацию. Всем своим детям и внукам Добрянский давал русские имена: Ольга, Владимир, Игорь. Они посвятили себя борьбе и подвергались преследованиям со стороны австро-венгерских властей.

#### Отец

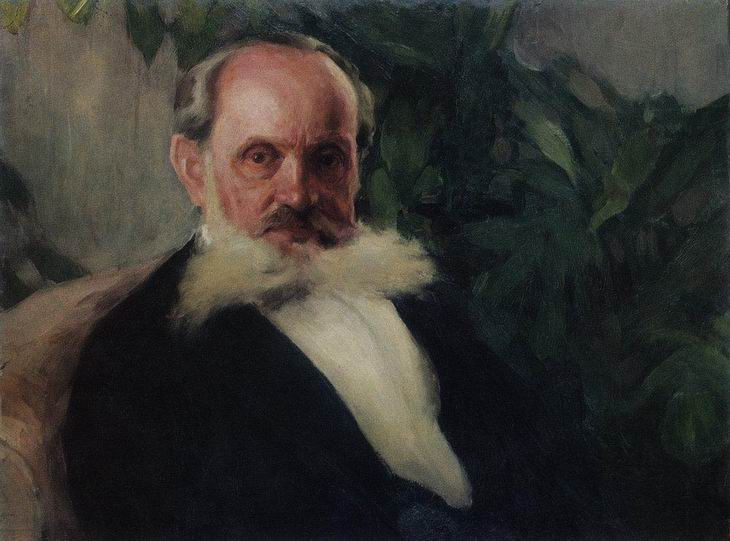
Игорь Грабарь. Портрет Эммануила Грабаря. 1916 год.

Его отец — Эммануил Иванович Грабарь (умер в 1910 году) — был добровольцем в войсках Лайоша Кошута. Впоследствии он прошёл курс обучения юридическим наукам в венгерском университете Пешта и стал адвокатом. В 1869 году его избрали в округе комитата Мармарош депутатом венгерского парламента. В течение некоторого времени Эммануил Грабарь издавал сатирический журнал «Сова» (до закрытия этого периодического издания властями успело выйти шесть его номеров). После 1871 года он был вынужден эмигрировать.
Э.Грабарь обосновался сначала в Италии, где на протяжении трёх лет являлся домашним учителем детей П. П. Демидова, а через три года последовал за ними в Париж.
В 1876 году Эммануил Грабарь прибыл в Россию и стал преподавать под псевдонимом Храбров современные языки, сначала в Егорьевске и в Рязанской губернии, потом в Измаиле и, наконец, в Юрьеве. Здесь он был назначен помощником ректора университета.

#### Мать
Мать Владимира Грабаря Ольга была старшей дочерью Адольфа фон Добрянского. Она вступила в брак с Э. И. Грабарём в 1863 году. Два сына Эммануила и Ольги Грабарей — Владимир и Игорь — проводили своё детство в Вене, Будапеште, в имении Добрянского — деревне Чертижне у Снины и в Прешове, в Пряшевской Руси. В 1879 году Владимир переехал к отцу в Россию, через год за ним последовал и его брат Игорь. Их дед — Адольф Добрянский — находился в России с 1875 по 1881 год, после чего перебрался во Львов. Здесь он, его дочь Ольга и несколько галицинских русофилов были преданы суду за якобы совершённую ими государственную измену. Их обвинили в намерении отторгнуть Галицию от Австрии и присоединить к России. В качестве главного обвинителя по этому делу выступал Кальман Тиса, премьер-министр Венгрии. Отец и дочь были оправданы из-за недостатка доказательств, однако Добрянскому запретили проживать в местностях, населённых русскими или представителями других славянских народов. Поэтому он обосновался в австрийском городе Инсбруке и пребывал здесь до самой своей смерти в 1903 году.
Ольга Адольфовна после суда (в 1886 году) направилась в Измаил, где в то время проживали её муж и сыновья.

#### Брат

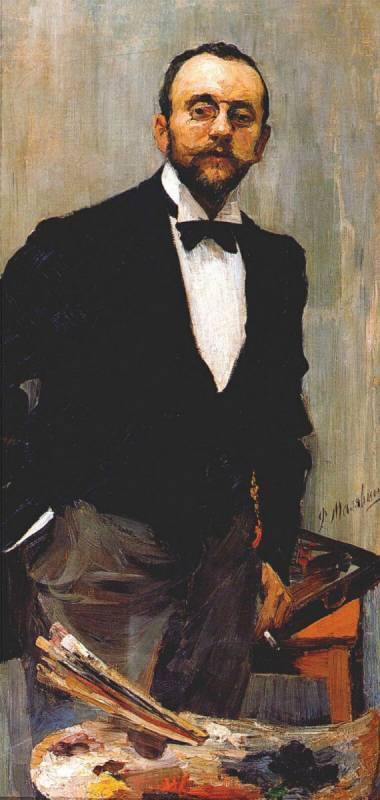
Филипп Малявин. Портрет художника Игоря Эммануиловича Грабаря. 1895 г.

Игорь, как и его старший брат, получил затем юридическое образование, закончив Императорский Санкт-Петербургский университет в 1893 году, однако первой его любовью было искусство. В следующем году он поступил в Российскую Академию художеств в Санкт-Петербурге, затем провёл несколько лет в Западной Европе. По возвращении в Россию в 1901 году Игорь Грабарь вошёл в состав группы «Мир искусства», впоследствии он прославился в качестве художника, академика, главного редактора монументальной шеститомной «Истории русского искусства». Но и его юридическое образование оказалось востребованным: в 1921 году Игорь Грабарь был членом Российско-Украинской делегации на мирных переговорах с Польшей. Кроме того, будучи видным деятелем культуры, он участвовал в разработке проектов советских законов по охране культурных памятников. Он являлся также директором Третьяковской галереи, возглавлял государственную мастерскую по реставрации памятников искусства, Институт живописи, скульптуры и архитектуры при Академии художеств в Ленинграде. Он был награждён Сталинской премией, удостоен звания «народный художник СССР», был избран в члены Академии наук СССР. Игорь всю свою жизнь не терял связи с братом Владимиром. Переписка братьев показывает, что они были духовно очень близки друг к другу.

#### Фамилия
Принятый Эммануилом Грабарём по приезде в Россию псевдоним Храбров со временем перестал им употребляться. Он и впоследствии его сыновья стали использовать настоящую фамилию, хотя Игорь Грабарь и писал Владимиру в письме от 31 декабря 1892 года
… Наша фамилия совсем не Грабарь, а Конч…
 По его словам, несколько поколений назад их предок Конч прибыл в Венгрию с Украины и женился на дочери священника по фамилии Грабарь. При этом он принял фамилию своего тестя, следуя его желанию.

## Биография

### Образование
Семья испытывала финансовые трудности, однако оба мальчика успешно завершили гимназический курс обучения: Владимир — в киевской Коллегии Павла Галагана, Игорь — в одной из московских гимназий.
Владимир обладал выдающейся способностью усваивать иностранные языки. В промежуток времени между приездом в Егорьевск и поступлением в Коллегию Павла Галагана он выучил русский язык и научился читать на древнегреческом. В гимназии он сошёлся с группой молодых интеллектуалов, ставших впоследствии видными русскими учёными: в их числе были ботаник В. И. Липский, правоведы И. А. Покровский, историк русской литературы Нестор Котляревский, историк академик Д. М. Петрушевский и другие.
По окончания коллегии в 1884 году поступил на юридический факультет Московского университета. В личном архивном фонде В. Э. Грабаря, который находится в библиотеке Тартуского университета, сохранились его студенческие записные книжки. Из них видно, что он слушал лекции по русскому государственному праву А. С. Алексеева, по истории римского права Н. П. Боголепова, по гражданскому праву Ю. С. Гамбарова, по психологии Н. Я. Грота, по государственному праву европейских государств М. М. Ковалевского, по уголовному праву Г. Е. Колоколова, по судебной медицине В. А. Легонина. Особенно привлекали студента Грабаря лекции Н. П. Боголепова, известного своей работой «Значение общенародного гражданского права в римской классической юриспруденции», опубликованной в 1876 году.
Одновременно с лекциями на юридическом факультете студент Владимир Грабарь посещал лекции на историко-филологическом факультете Московского университета. В числе своих учителей он называл например историка В. О. Ключевского.
В последний год обучения в Московском университете научный интерес студента Грабаря склонился в сторону международного права. В качестве темы своего курсового сочинения, написанного в 1885 году (во время обучения на втором курсе юридического факультета) он выбрал «Право на престол и порядок престолонаследия». В качестве же выпускного сочинения(дипломной работы) он представил в 1888 году объёмную (193 страницы) работу «О судоходстве по международным рекам». Данная работа была удостоена золотой медали. Благодаря этой награде Владимир Грабарь был освобождён от обязанности представить для получения кандидатской степени специальное сочинение, однако он тем не менее написал такое сочинение по теме «Положение иностранцев у древних евреев».
Испытывая сомнения в своём выборе международного права для дальнейшей специализации, В. Э. Грабарь решил прослушать в течение 1888—1889 учебного года лекции в Парижском университете. Средства, заработанные переводами и работой в качестве литературного корреспондента газеты «Русские ведомости», позволяли ему продолжить образование. В Парижском университете он посещал лекции по философии Декарта и лекции по международному праву. Последние читал французский правовед Луи Рено.
В 1888 году В. Э. Грабарь опубликовал в «Русских ведомостях» рецензию на спектакль по пьесе драматурга А. Н. Островского «Гроза», поставленный в Париже, которая произвела большое впечатление в Москве.
Одновременно с посещением лекций Владимир Грабарь регулярно работал в Парижской Национальной библиотеке.

### Возвращение в Россию
После возвращения в Россию он приступил к работе над магистерской диссертацией. В 1889—1891 годах он служил в местном суде Запорожья, затем в течение двух лет работал преподавателем в Землемерном институте.
В 1890 году в «Журнале Министерства народного просвещения» появилась его первая публикация, посвящённая международному праву. Это была рецензия на книгу А. Л. Форштетера «Дунай как международная река». В 1892 году в том же периодическом издании вышла в свет рецензия Грабаря на работу В. П. Даневского «Пособие к изучению истории и системы международного права».
В 1893 году освободилась кафедра международного права в Императорском Юрьевском (Дерптском) университете, занимавшаяся до этого немецким правоведом К. М. Бергбомом и В. Э. Грабарь получил приглашение занять её.
Грабарь прочёл две пробные лекции («Война и международное право» — по заданию факультета; «Изучение международного права в России до половины XIX века» — по собственному выбору) и был утверждён 1 июля 1893 года на должность приват-доцента юридического факультета Юрьевского университета. Пребывание в городе, в котором он провёл четверть века Грабарь оценивал как «самое счастливое время» своей жизни и «самое плодотворное в научной деятельности».
10 сентября 1893 года Владимир Грабарь обратился к декану юридического факультета Юрьевского университета с прошением разрешить ему чтение пробных лекций по темам: «Война и международное право» и «Изучение международного права в России до середины девятнадцатого века». В первой из названных лекций он дал обзор постепенному развитию правового регулирования поведения воюющих сторон и критику тех германских правоведов, которые представляли войну в качестве явления, присущего человеческой природе.
7 августа 1894 года В. Э. Грабарь отказался от австро-венгерского подданства и стал официально считаться подданным Российской империи.
24 марта 1901 года он был удостоен магистерской степени за диссертацию «Римское право в истории международно-правовых учений: элементы международного права в трудах легистов XII—XIV вв.». 19 июля того же года его назначили на должность экстраординарного профессора Юрьевского университета по кафедре международного права. 30 декабря 1906 года он стал ординарным профессором.
В 1907—1908 и 1915—1916 годах профессор В. Э. Грабарь являлся деканом юридического факультета Юрьевского университета. С 1910 года по 1915 год он одновременно занимал должность директора университетской библиотеки. В 1913—1914 годах его дважды избирали председателем профессорского дисциплинарного суда в Юрьевском университете, что является явным свидетельством того большого авторитета, которым он пользовался в среде преподавателей и студентов.
Желание Грабаря изучить историю международного права несколько раз приводило его в Англию и другие западноевропейские страны. Архивные документы показывают что он работал в Лондоне в течение лета 1896 года. Грабарь работал в библиотеке Британского музея, бывал в Оксфорде и Кембридже.
В период с 26 по 29 июля 1911 года В. Э. Грабарь посещал заседания Первого Всемирного Расового конгресса, проходившего в Лондонском университете. Большую часть 1913 года он провёл в путешествиях по Италии, Германии, Англии, Бельгии, Франции и Кавказу.
После начала Первой мировой войны профессору Грабарю была предложена кафедра международного права на Петроградских высших Женских курсах. Несмотря на то, что принятие этого предложения позволяло Грабарю переехать в столицу, он отказался от него. Дело в том, что накануне Владимир Эммануилович принял предложение барона Б. Э. Нольде занять должность советника по правовым вопросам при Верховном Главнокомандующем России, и товарищ министра народного просвещения барон М. А. Таубе освободил его от обязанностей университетского профессора.
2 августа 1914 года В. Э. Грабарь был откомандирован на должность советника по правовым вопросам дипломатической канцелярии при Верховном Главнокомандующем. Пребывал он в этой должности до 7 мая 1915 года. Будучи объективным в своих мнениях относительно нарушений законов войны, Грабарь усматривал данные нарушения в действиях как германских, так и русских войск. Такая позиция Грабаря привела в конце концов к его отставке по инициативе министра иностранных дел С. Д. Сазонова. Официальным поводом к отставке стала «болезнь» Грабаря.
Газета «Рижский вестник» сообщала 18 мая 1916 года о существенном улучшении здоровья В. Э. Грабаря и об ожидавшемся возвращении его к преподавательским обязанностям в Юрьевском университете в следующем семестре.

### На службе у Временного правительства России
С переходом государственной власти в России в 1917 году в руки Временного правительства, В. Э. Грабарь был назначен на должность попечителя Рижского учебного округа. В решении Временного правительства, принятом 18 марта 1917 года, говорилось: назначить «исправляющего должность ординарного профессора Юрьевского университета, магистра международного права Владимира Эммануиловича Грабаря попечителем Рижского учебного корпуса (?), с оставлением его исполняющим обязанности ординарного профессора названного университета». Дневник Грабаря в записях за период правления Временного правительства отразил его заботы, связанные с его пребыванием на посту попечителя Рижского учебного округа. Они касались, во-первых, перечня предметов, которые должны были преподаваться в учебных заведениях, во-вторых, нарушений нормального хода учебного процесса в них, в-третьих, национального вопроса и языков, на которых должно было вестись преподавание. Последнее он характеризовал в качестве вопроса «огромной сложности».
Попытки Грабаря реорганизовать систему образования во вверенном ему учебном округе привели его в октябре 1917 года к конфликту с Эстонской земской администрацией, но захват власти большевиками в конце октября указанного года положил конец данному конфликту.
9 ноября 1917 года Исполнительный комитет Юрьевского Совета рабочих и солдатских депутатов потребовал от руководства Рижским учебным корпусом освободить помещения и передал его документацию советским властям. 11 декабря 1917 года Грабарь был уволен с должности попечителя Рижского учебного округа. Владимир Эммануилович отказался сдать дела, сославшись на то, что только центральные власти могут отстранить его от этой должности. 3 января 1918 года В. Э. Грабарь был официально отстранён от руководства Рижским учебным округом распоряжением Комиссара народного просвещения А. В. Луначарского. Данным распоряжением была определена также судьба документов и имущества Рижского учебного округа.
В. Э. Грабарь протестовал против оккупации Юрьева германскими войсками, считая её противоречащей нормам международного права. После того, как 11 марта 1918 года немецкое командование приостановило деятельность всех российских судов, Грабарь вновь выступил с протестом, указывая, что согласно мирному договору германские власти должны были действовать только в целях восстановления порядка. В соответствии с Гаагской конвенцией 1907 года, писал он, российское законодательство должно было сохранить при этом свою силу, поскольку территория не отходила к Германии. И даже если будет создано новое государство под протекторатом Германии, не может быть никаких оснований закрывать российские суды без согласия Российского правительства. Во всяком случае, новые суды могут быть сформированы только новым правительством, не местными военными властями. «Я рассматриваю все эти действия,-заявлял Грабарь,- как нарушение международного права».
Этот свой протест Грабарь послал в штаб Восьмой германской армии для передачи в германскую имперскую канцелярию. Копия его была направлена им Российскому правительству и испанскому консулу.
Все подобные заявления о нарушениях немцами законов войны, составленные Грабарём от имени Совета Юрьевского университета, оказались, конечно же, бесполезными.

### В РСФСР
В июле 1918 года В. Э. Грабарь покинул Юрьев и отправился в РСФСР. В его жизни и карьере начался новый этап.
В формулярном списке В. Э. Грабаря было записано, что он имеет православное вероисповедание; является по рангу действительным статским советником, награждён: орденами Святого Станислава третьей степени (в 1896 году), Святой Анны третьей степени (в 1904 году), Святого Станислава второй степени (в 1908 году), серебряными медалями в память Александра III и в честь 300-й годовщины династии Романовых; его годовое жалованье составляет 6000 рублей.

### Мария Евгеньевна Грабарь-Пассек
23 апреля 1917 года, в возрасте пятидесяти двух лет, Владимир Эммануилович женился на Марии Евгеньевне Пассек (1893—1975), дочери своего близкого друга и наставника по Юрьевскому университету. Мария Евгеньевна Грабарь-Пассек стала впоследствии известным учёным-филологом, специалистом по античной литературе. Наиболее известной её работой является книга «Античные сюжеты и формы в западноевропейской литературе» (1966). Кроме того, она была одним из авторов крупного коллективного труда «История греческой литературы» (1946—1960).
Штат преподавателей и сотрудников Юрьевского университета был эвакуирован специальным поездом, организованным советским правительством, в Воронеж и составил ядро учреждённого Воронежского государственного университета. Грабарь присоединился к отъезжавшим в Воронеж после того, как германскими властями была сожжена его только что напечатанная книга «De legatorum jure» и уничтожена завершённая им докторская диссертация «Наука международного права в Англии до реформации». Рукопись диссертации успела, однако, произвести впечатление на специалистов, и 10 июня 1918 года Совет Петроградского университета присвоил Грабарю степень почётного доктора международного права. Книга по истории Тартуского университета, вышедшая в свет в Эстонии в 1985 году, сообщает, что Грабарь в действительности защитил свою диссертацию в 1918 году в Воронеже.
Друзья Грабаря, ставшие инициаторами присвоения ему степени почётного доктора, и среди них М. Я. Пергамент, надеялись, что эта степень станет признанием высокого качества его блестящей диссертации, завершённой, но трагически утраченной, и облегчит избрание Грабаря на кафедру международного права в Московском университете.
Однако осуществлённая советским правительством реформа высших учебных заведений, одним из мероприятий которой стало закрытие в университетах юридических факультетов, лишила Грабаря перспективы назначения на профессорскую должность в Московский университет.

### Воронежский университет
Осенью 1918 года Грабарь приступил к работе в Воронежском университете. Однако болезнь, природа которой так и не была точно установлена, заставила его отправиться в 1919 году на юг. Годы с 1919 по 1921 Владимир Эммануилович провёл вместе с женой и матерью в Адлере, на побережье Чёрного моря, работая в качестве учителя школы рабочей молодёжи, а после её закрытия на должности директора местной больницы.
25 мая 1921 года руководство Воронежского университета издало распоряжение, обязывавшее Грабаря возвратиться в Воронеж для работы в должности профессора, но почта в то время не работала, и до Грабаря данное распоряжение не дошло.

### Эксперт
17 июня 1922 года Народный комиссариат иностранных дел РСФСР вызвал Грабаря в Москву для назначения в качестве эксперта в состав советской делегации, отправлявшейся на международную конференцию в Лозанну. В сентябре 1922 года Грабарь начал читать лекции по курсу международного публичного права в Московском университете и в Институте народного хозяйства имени Карла Маркса (позднее Плеханова).
23 октября 1922 года он был назначен на должность юрисконсульта юридического отдела Народного комиссариата внешней торговли, позднее он согласился читать лекции по международному публичному праву по два часа в неделю в действовавшем при указанном ведомстве Институте внешней торговли. С 23 марта 1923 года Владимир Эммануилович стал преподавать международное право в Московском государственном университете, занимая полставки должности профессора.
Спустя некоторое время он стал членом секции внешней торговли в Народном комиссариате финансов, затем занял пост её председателя.
В октябре 1926 года Грабарь вошёл в состав специальной юридической комиссии, созданной обществами Красного Креста и Красного Полумесяца в Советском Союзе для проверки их правового статуса по Конституции СССР 1924 года и приведения этого статуса к нормам, обеспечивающим его признание за границей.
В 1930—1931 годах и в ряде случаев после этого Государственный банк СССР привлекал Грабаря в качестве консультанта по вопросам конституционного права Англии и США в связи с советским декретом о национализации. Одновременно Владимир Эммануилович продолжал консультировать Народный комиссариат иностранных дел, если это ведомство обращалось к нему за помощью.
Составленные Грабарём для указанных государственных учреждений заметки и меморандумы по правовым вопросам сохранились. В течение 20-х годов Грабарь сыграл значительную роль в развитии советской консульской практики. Он принимал активное участие в разработке проекта Консульского устава СССР 1926 года. Среди его бумаг сохранился отпечатанный проект этого устава, содержащий пометки, сделанные рукой Грабаря.
В качестве одного из примеров здесь можно привести вторую статью данного проекта, в которой говорилось: «Консульские учреждения Союза ССР действуют на основе настоящего Кодекса, постановлений и распоряжений Правительства Союза советских социалистических республик и правительств республик, которые являются членами Союза, а также на основе (общих принципов международного права и договоров и соглашений, заключённых между Союзом советских социалистических республик и иностранными государствами)».
Владимир Эммануилович Грабарь изменил название законодательного акта с «кодекса» на «устав» и вместо слов, помещённых в скобках, написал слова «общих международных обычаев».
В комментарии на проект Консульской конвенции между РСФСР и Финляндией, который он нашёл в целом удовлетворительным, Грабарь обратил внимание на отсутствие положений, уполномачивающих консульских чиновников отыскивать имущество своих граждан, отходящее государству, обязывать местных должностных лиц возвращать моряков с захваченных судов и т. д.
По просьбе Л. Б. Красина Грабарь подготовил заключение о правовом статусе компании «АРКОС», целиком принадлежавшей Советскому государству и инкорпорированной в Англии, в связи с её подразделением, действовавшем в Константинополе. Грабарь отметил в данном заключении, что британское консульство не будет защищать интересы указанной компании в Турции, потому что в ней нет ни английских подданных, ни английских инвестиций. Он посоветовал реорганизовать константинопольское подразделение компании «Arcos Ltd» в турецкую или советскую компанию.

### Действительный член ВУАН
В ноябре 1926 года Грабарь был единогласно избран в члены Украинской академии наук.

5 февраля 1929 года Н. А. Василенко написал Владимиру Эммануиловичу Грабарю из Киева, что только что вышедший номер журнала «Прапор марксизма» содержит статью на украинском языке, в которой о Грабаре написано как о 
реакционере, проводившем москвофильскую политику в Галиции…
 Названный журнал являлся органом украинского Института марксизма-ленинизма, находившимся под контролем Н. А. Скрыпника и его последователей. 23 февраля 1929 года Владимир Эммануилович послал письмо Н. А. Скрыпнику, в котором опроверг выдвинутые против него обвинения и обратил внимание на свои качества как учёного. Никакого продолжения эта история не получила, и Грабарь не пытался поднять вопрос об указанной статье после самоубийства Н. А. Скрыпника.

### Американские контакты
Владимир Грабарь находился в контакте с международно-правовым фондом Карнеги, по крайней мере, в марте 1914 года, когда он находился ещё в Юрьеве. Поддержка фондом переводов классических произведений по международному праву подвигла Владимира Эммануиловича предложить Дж. Б. Скотту обширную библиографию. Она была принята с одобрением.
Война и революция помешали Грабарю осуществить свои планы.
12 мая 1928 года он был избран в члены Американского общества по международному праву и состоял в нём, по меньшей мере, до 1932 года. По всей вероятности, Грабарю пришлось отказаться от членства в этом обществе по финансовым причинам, так как когда в 1934 году ему предложили избираться в члены международной дипломатической академии, он с сожалением отказался от этого лестного предложения, поскольку был не в состоянии платить ежегодный взнос. «Нет никакой возможности переправить деньги из моей страны за границу, а денег, хранящихся там, у меня нет»,- написал в ответ Владимир Эммануилович.
В 1926 году В. Э. Грабарь опубликовал переработанное издание классического учебника по международному публичному праву Ф. фон Листа. Личный архив Грабаря содержит множество материалов, касающихся его взаимоотношений с советскими издательствами. Из них видно, что рукопись этой книги была подготовлена ещё в начале 1924 года, именно в то время в Советском Союзе были восстановлены юридические факультеты. Тогда же она была передана М. Я. Пергаментом в ленинградское издательство «Путь к знанию». Владимир Эммануилович получил 300 рублей аванса. 27 августа 1924 года ему сообщили, что рукопись одобрена «для публикации и использования в качестве дополнительного пособия для высших учебных заведений». Предполагалось, что она будет напечатана тиражом 4000 экземпляров.
Однако 27 марта 1925 года издательство информировало Грабаря, что оно ликвидируется и поэтому будет предлагать рукопись другому издательству.
В результате печатать книгу Ф. фон Листа согласилось издательство «Ленгиз». 23 апреля оно приняло рукопись и выплатило Грабарю в дополнение к прежней сумме 600 рублей авторского гонорара.
Книга появилась в январе 1926 года, напечатанная тиражом 7000 экземпляров. 8 февраля ликвидационная комиссия, занимавшаяся делами издательства «Путь к знанию», сообщила Грабарю о выходе книги и об отсылке ему 25 авторских экземпляров. При этом в сообщении говорилось, что «Ленгиз» получил право на издание только 4000 экземпляров, поэтому Грабарю предлагалось потребовать у этого издательства выплаты дополнительной суммы авторского гонорара. Однако Грабарь не стал ничего требовать и вполне удовлетворился дополнительными авторскими экземплярами книги.

### Персональная пенсия
В 1929 году В. Э. Грабарь прекратил по причине слабого здоровья свою трудовую деятельность в советских учреждениях. Ему была назначена персональная пенсия размером 200 рублей в месяц. В приказе по Народному комиссариату внешней торговли за номером 250 от 23 мая 1929 года народный комиссар А. И. Микоян отдавал должное Грабарю:
 «Освобождая тов. Грабаря, согласно его желанию, от занимаемой им должности юрисконсульта Наркомторга СССР, считаю долгом отметить, что в течение ряда лет Наркомат имел в лице тов. Грабаря ценного сотрудника, высококвалифицированного специалиста по международному праву, с неизменной готовностью и полной преданностью делу работавшего по обслуживанию Наркомата в области международного права и в своей работе соединявшего глубину теоретических и исторических знаний с вдумчивым практическим подходом к разрешаемым вопросам… Выражаю благодарность тов. Грабарю за его работу в Наркомате и предлагаю, чтобы Наркомат в случае возникновения в его практике особо сложных международно-правовых вопросов пользовался компетентными консультациями тов. Грабаря».
Следующие четверть века В. Э. Грабарь посвятил себя исследованиям по международному праву в Средние века и завершению своей работы по истории науки международного права в России. Будучи правоведом позитивистского направления, прочно стоящим на почве истории международного права, Грабарь упоминался в процессе идеологических споров, проходивших в начале 30-х годов, но его позиции оказались непоколебимыми.

### Вторая мировая война
Когда началась Вторая мировая война, Грабарь возвратился на должность профессора в Московский университет и научного сотрудника в Институт государства и права АН СССР. В 1943 году Московский государственный университет удостоил В. Э. Грабаря ещё одной степени почётного доктора.
После Второй мировой войны Грабарь стал членом национальной группы советских правоведов-международников, выдвигавших кандидатов для избрания в Международный трибунал.
Его восьмидесятилетний и девяностолетний юбилеи были отмечены адресами и поздравлениями, посланными всеми юридическими учебными заведениями и научно-исследовательскими институтами. Они сохранились в личном архиве Грабаря.
Владимир Эммануилович Грабарь умер 26 ноября 1956 года на девяносто втором году жизни. Похоронен на 19-м участке Ваганьковского кладбища.

## Научная деятельность
Библиография трудов В. Э. Грабаря насчитывает 188 произведений.
Главным объектом научного изучения академика Грабаря была история эволюции международного права в средневековой Европе и сложение начал к формированию науки международного права в России.
Его перу принадлежат биографии известных в прошлом юристов-международников, как российских так и зарубежных. Кроме этого в послужном списке академика Грабаря числятся его работы по ранней рецепции римского права в средневековой Европе XII—XIV вв. Наконец огромное количество работ по отдельным аспектам международного права: право войны его история и современность, международно-правовой режим проливов, военные преступления, правовой статус международных рек, истории воздушного права, по итало-турецкой войне, принцип равенства государств, правовое положение иностранцев среди древних евреев и многое другое.
Основной научный интерес Грабаря лежит в истории международного права в Средние века и до этой эпохи.
Наиболее известна его книга по истории науки международного права в России, на которую ушло у него около 40 лет жизни. Эта работа не имеет прецедентов ни в русской юридической науке, ни в западной.
Для русских юристов-международников книга Грабаря является единственным доступным ключом к прошлому их науки. Для иностранных правоведов, специалистов по международному праву, произведение открывает новое пространство для понимания развития науки международного права в России, факты рецепции, усвоения и приспособления европейских доктрин и практики, а вместе с тем и возможность распространения международно-правовых доктрин и практики в Китае, Персии, Центральной Азии, Монголии и в других восточных цивилизациях. Историки дипломатии найдут в книге Грабаря исследование, полное открытий.
В. Э. Грабарь попытался создать всеобъемлющий путеводитель по русской литературе, посвящённой международному праву. Эта задача более или менее была осуществлена.
Хотя исследование начинается с XVII столетия — времени правления царя Алексея Михайловича, автор прослеживает и более раннюю практику международных отношений России, показывая при этом, что применительно к ней можно говорить только об отдельных принципах международного права, но не о развитой международно-правовой доктрине. Первоначальные русские знатоки международно-правовых принципов являлись дипломатами Московии. Их статейные списки показывают первичные воззрения на международное право. Грабарь описывает воззрения на некоторые отдельные принципы международного права и даёт оценку влиянию переводов иностранных произведений, в которых изложен международно-правовой материал. Ко всему этому им добавляются обширные биографические очерки главных фигур.
Так же подходит Грабарь и к рассмотрению последующих эпох. Петровская эпоха, к примеру, видела переводы на русский язык сочинений Гроция, Пуфендорфа, Сальереса и Уиккенфорта, оригинальные произведения русских дипломатов, создание публичных и частных библиотек, содержащих труды по праву народов, усилия по организации дипломатической школы и дипломатические сношения с целью добиться признания императорского титула, дипломатических рангов, репрессалий, права войны, формирование международно-правовой терминологии в русском языке.
В послепетровскую эпоху Грабарь рассматривает роль Санкт-Петербургской Академии наук и Московского университета в подготовке дипломатов и в изучении международного права, публикации трактатов по праву народов как философского, так и исторического характера.
Преподавание международного права в университетах детально рассматривается применительно к первой половине XIX века. Также упоминаются переводы иностранных произведений и рассказывается об их влиянии на русских правоведов. Это описание тоже дополняется биографическими очерками, посвящёнными главным лицам.
Несколько отличающаяся от предыдущих схема изложения материала книги используется Грабарём при рассмотрении периода с 1850 до 1917 года.
Грабарь даёт здесь сначала описание учебных заведений России, в которых преподавалось международное право, и преподавателей этой науки, а также ими опубликованные и неопубликованные труды. Грабарь представляет тематический обзор всех главных трудов по международному праву, вышедших в России, что позволяет ему показать доктринальные воззрение фактически всех русских правоведов-международников данного времени.
В целом, можно сказать что данный труд академика Грабаря входит без преувеличения не только в российскую, но и в мировую сокровищницу трудов по международному праву и истории дипломатии.
Владимир Эммануилович Грабарь входит в число крупнейших специалистов по международному праву дореволюционного и советского периода русской истории. Он был учёным широчайшего кругозора и эрудиции: университетский профессор, академик, декан, советник по правовым вопросам правительства Российской империи и советского правительства, международно признанный правовед и историк. Его академическая и профессиональная карьера охватила последние десятилетия в истории Российской империи и первые четыре десятилетия Советской власти. Его исследование истории науки международного права в России обеспечило ему видное место среди русских и советских правоведов-международников, но эта работа была только частью задуманного им большого труда по всеобщей истории международного права.

## Награды
- орден Трудового Красного Знамени (26.02.1945)

## Избранное
- Объявление войны в современном международном праве (СПб, 1904)
- De Legatis et Legationibus tractatus varius. Сборник материалов по литературной истории посольского права до 1625 г. (Юрьев, 1905)
- Ф. Лист. Международное право, в переводе М. Мебеля и под редакцией с дополнениями В. Э. Грабаря. (Юрьев, 1902)
- В. Э. Грабарь «Материалы к истории литературы международного права в России 1647—1917 гг.» Вышла в серии Русское Юридическое Наследие, издательство Зерцало, 2005 год.